# 了極寺
了極寺（りょうごくじ）は、千葉県市川市にある浄土宗の寺院。山号は海中山。

## 由緒
船橋の浄土宗・浄勝寺の末寺で、元禄4年（1691年）開基。行徳十一番札所。

## 所在地
- 千葉県市川市高谷2-16-4

## 交通
東京メトロ東西線原木中山駅より徒歩10分。